# Isabell Götz
Isabell Götz (* 25. Oktober 1957 in Dillingen an der Donau) ist eine deutsche Familienrichterin. Sie war zuletzt Vorsitzende Richterin des als Familiensenat eingerichteten 16. Zivilsenats am Oberlandesgericht München. Götz tritt auch als juristische Fachbuchautorin in Erscheinung, unter anderem als Bearbeiterin des Grüneberg (vormals Palandt). Sie war von 2013 bis 2023 Vorsitzende des Deutschen Familiengerichtstages und ist seit September 2023 dessen Ehrenvorsitzende.

## Leben
Isabell Götz wurde am 25. Oktober 1957 in Dillingen an der Donau geboren. Nach dem Abitur, welches sie 1977 an einem Münchener Gymnasium ablegte, studierte sie von 1977 bis 1981 Rechtswissenschaften an der Ludwig-Maximilians-Universität München. Nachdem sie 1985 die Zweite Juristische Staatsprüfung abgelegt hatte, begann Götz 1986 ihre Tätigkeit im bayerischen Justizdienst zunächst als Regierungsrätin im Bayerischen Staatsministerium der Justiz, wo sie bis 1989 verblieb. Nach einer kurzen Station als Staatsanwältin wechselte Götz im Herbst 1990 als Richterin an das Amtsgericht München. Dort war Götz zunächst als Miet- und Zivilrichterin tätig, bevor sie zum 1. Januar 2000 ein Referat als Familienrichterin übernahm. Ab 1993 war sie zudem als nebenamtliche Dozentin an der Fachhochschule für öffentliche Verwaltung und Rechtspflege in Starnberg tätig. 2005 wurde Götz zur stellvertretenden Vorsitzenden des Deutschen Familiengerichtstages gewählt. Im Folgejahr 2006 wechselte sie als Richterin an das Oberlandesgericht München und wurde gleichzeitig Mitglied der Wissenschaftlichen Vereinigung für Familienrecht. 2007 wurde Götz an der Universität Mannheim mit dem Thema Unterhalt für volljährige Kinder. Überlegungen zu einer Reform des Verwandtenunterhalts, Schriften zum deutschen, europäischen und vergleichenden Zivil-, Handels- und Prozessrecht promoviert. Seit 2011 hat sie an der gleichen Universität auch einen Lehrauftrag im Bereich Familienrecht. Ihre Richtertätigkeit am OLG München erfuhr 2012 eine weitere Station, sie wurde stellvertretende Vorsitzende des als Familiensenat fungierenden 2. Zivilsenats am OLG München. 2013 löste sie Gerd Brudermüller als Vorsitzenden des Deutschen Familiengerichtstages  ab. Zum 15. Januar 2014 erhielt Götz die Ernennungsurkunde zur Vorsitzenden Richterin am Oberlandesgericht mit Wirkung vom 1. Februar 2014. Derzeit führt sie den 16. Zivilsenat des OLG München. Seit 2017 arbeitet sie als Honorarprofessorin an der Universität Mannheim. Sie wird vom Deutschen Bundestag als Sachverständige gehört. Im September 2023 gab sie den Vorsitz des Deutschen Familiengerichtstages an Andreas Frank ab und wurde am 22. September 2023 zur Ehrenvorsitzenden gewählt.

## Wissenschaftliches Werk
Seit ihrem Wechsel an das OLG München ist Isabell Götz auch zunehmend in der juristischen Fachliteratur wahrnehmbar. Dabei veröffentlicht sie vor allem zu familienrechtlichen Themen in einschlägigen Fachzeitschriften wie der Zeitschrift für das gesamte Familienrecht (FamRZ), Forum Familienrecht (FF) oder der Zeitschrift für Kindschaftsrecht und Jugendhilfe (ZKJ). Seit 2010 fungiert sie dabei auch als Mitherausgeberin der Zeitschrift FamRZ, seit April 2012 ist sie auch Mitglied im Beirat der Zeitschrift Forum Familienrecht. Mittlerweile ist sie auch Mitautorin mehrerer Kommentare zu familienrechtlichen Themen. Bekanntheit hat sich Götz auch als Bearbeiterin des Grüneberg erworben. In der Nachfolge von Uwe Diederichsen bearbeitet sie seit der 72. Auflage des bekannten BGB-Kommentars Teile des Buches zum Familienrecht.